# سيماج كريستون
سيماج كريستون (بالإنجليزية: Semaj Christon)‏ مواليد 1 نوفمبر 1992 في سينسيناتي، هو لاعب كرة سلة أمريكي. بدأ مسيرته الاحترافية في سنة 2014. تم اختياره من قبل فريق ميامي هيت خلال الدرافت. يلعب مع أوكلاهوما سيتي ثاندر في الرابطة الوطنية لكرة السلة كلاعب هجوم خلفي. يحمل الرقم 6. يبلغ طوله 6 قدم 3 بوصة (1.9 م).

## المسيرة الاحترافية
لعب مع أوكلاهوما سيتي بلو في موسم 2014–2015، ثم لعب مع فيكتوريا يبرتاس بيزارو في الدوري الإيطالي في موسم 2015–2016، ثم لعب مع أوكلاهوما سيتي ثاندر في سنة 2016.

## إحصائيات المسيرة
| الموسم  | الفريق                 | الدوري                            | لعب | دقيقة | ميداني% | ثلاثية | حرة  | ارتداد | صنع | SPG | تصدي | نقطة |
| ------- | ---------------------- | --------------------------------- | --- | ----- | ------- | ------ | ---- | ------ | --- | --- | ---- | ---- |
| 2014–15 | أوكلاهوما سيتي بلو     | دوري الرابطة الوطنية لفئة التطوير | 46  | 35.2  | .448    | .259   | .778 | 3.6    | 5.8 | 1.6 | .2   | 18.8 |
| 2015–16 | فيكتوريا يبرتاس بيزارو | ليغا باسكيت الدرجة الأولى         | 30  | 33.2  | .469    | .190   | .664 | 3.3    | 3.7 | 1.6 | .2   | 14.3 |

### الموسم الاعتيادي
| السنة   | الفريق               | لعب | بدأ | دقيقة | ميداني% | ثلاثية | حرة  | ارتداد | صنع | استلاب | تصدي | نقطة |
| ------- | -------------------- | --- | --- | ----- | ------- | ------ | ---- | ------ | --- | ------ | ---- | ---- |
| 2016–17 | أوكلاهوما سيتي ثاندر | 64  | 1   | 15.2  | .345    | .190   | .548 | 1.4    | 2.0 | .4     | .1   | 2.9  |
| المسيرة | المسيرة              | 64  | 1   | 15.2  | .345    | .190   | .548 | 1.4    | 2.0 | .4     | .1   | 2.9  |

### الأدوار الإقصائية
| السنة   | الفريق               | لعب | بدأ | دقيقة | ميداني% | ثلاثية | حرة  | ارتداد | صنع | استلاب | تصدي | نقطة |
| ------- | -------------------- | --- | --- | ----- | ------- | ------ | ---- | ------ | --- | ------ | ---- | ---- |
| 2017    | أوكلاهوما سيتي ثاندر | 2   | 0   | 10.5  | .400    | .333   | .000 | 1.5    | 2.5 | .5     | .0   | 2.5  |
| المسيرة | المسيرة              | 2   | 0   | 10.5  | .400    | .333   | .000 | 1.5    | 2.5 | .5     | .0   | 2.5  |

## روابط خارجية
- سيماج كريستون على موقع الدوري الأوروبي لكرة السلة (الإنجليزية)
- سيماج كريستون على موقع إن بي أي (الإنجليزية)
- سيماج كريستون على موقع سبورتس رفرنس (الإنجليزية)
- سيماج كريستون على موقع الدوري الإسباني لكرة السلة (الإسبانية)
- سيماج كريستون على موقع كرة السلة الأوروبية.كوم (الإنجليزية)
- سيماج كريستون على موقع DraftExpress.com (الإنجليزية)
- سيماج كريستون على موقع إي إس بي إن.كوم (الإنجليزية)
- سيماج كريستون على موقع كلية كرة السلة في سبورتس رفرنس.كوم (الإنجليزية)
- سيماج كريستون على موقع ريلجم (الإنجليزية)
- سيماج كريستون على موقع بروبوليرز (الإنجليزية)